# 西开赛省
西開賽省（法語：Kasaï-Occidental）是剛果民主共和國中部的一個省，西南與安哥拉相鄰。面積154,742平方公里，1998年人口3,337,000人。首府卡南加。
2009年，根据2006年通过的新宪法，西开赛省被重新劃為開賽省和盧盧阿省。
5°54′S 22°27′E / 5.9°S 22.45°E